# Astylopsis collaris
Astylopsis collaris là một loài bọ cánh cứng trong họ Cerambycidae.